# Fundgrube
Als Fundgrube wurde im mitteleuropäischen Bergbau dasjenige Grubenfeld bezeichnet, das als erstes auf einer neuentdeckten Lagerstätte verliehen wurde. Die Fundgrube war dabei zumeist größer als die sich anschließenden Grubenfelder. Der Begriff „Fundgrube“ findet sich schon im Freiberger Bergrecht A (um 1300) sowie im Iglauer Bergrecht (um 1240). Wesentliche Inhalte dieser beiden Bergrechte bildeten die Grundlage der meisten jüngeren Bergordnungen des mitteleuropäischen, insbesondere des mitteldeutschen und norddeutschen Raumes dar.
In der zweiten Hälfte des 19. Jahrhunderts wurde die Fundgrube als besonderes Grubenfeld durch die neueren Berggesetze weitgehend abgeschafft. Nach der Mutung erfolgte die Verleihung der Fundgrube durch den Bergmeister. Nach dem Fündigwerden erfolgte die Vermessung durch den Markscheider und das Erbbereiten. Die Größe des Grubenfeldes einer Fundgrube war in der jeweiligen Bergordnung geregelt und variierte zwischen den verschiedenen Revieren.

## Formalitäten
Hatte ein Muter eine neue Lagerstätte als erster entdeckt, so musste er sie entblößen. Mit diesem Vorgang belegte er, dass er das Fundrecht auf die Fundgrube in Anspruch nahm. Hierzu warf er an dieser Stelle seinen Kübel und das Seil hin. Dieser Vorgang des Entblößens war dazu erforderlich, dass der Bergmeister oder ein von ihm beauftragter Bergbeamter die Fundgrube befahren konnte. Nachdem der Bergbeamte die Fundgrube befahren hatte, wurde diese dann entsprechend dem Berggesetz vermessen und ins Bergbuch eingetragen. Warf ein anderer Muter als der Fundgrübner seinen Kübel und das Seil auf die entblößte Stelle, nannte man diesen Vorgang „die Fundgrube forttragen“. Dadurch kam es dann zu Streitigkeiten zwischen den Bergleuten, die dann vor dem Berggericht durch den Bergrichter verhandelt wurden. Die an die Fundgrube angrenzenden Grubenfelder bezeichnete man als Maaßen.
Den Schacht, der in unmittelbarer Nähe der Fundgrube abgeteuft wurde, bezeichnet man als Fundschacht. War ein Fundgrübner mit den Abmessungen der Fundgrube nicht einverstanden, so konnte er sich vor dem Bergamt erklären und beantragen, dass der Fundschacht den Mittelpunkt der Fundgrube darstellt und somit die Fundgrube großzügiger bemessen wurde. Diesen Vorgang bezeichnete man als Fundgrube strecken.

## Abmessungen der Fundgrube
Größe der Felder einer Fundgrube sowie die Art und Weise der Vermessung unterschieden sich zwischen den verschiedenen Bergrevieren.
Meist wurde die Fundgrube halb über und halb unter der Fundstelle bemessen. Obwohl die Größen der Fundgruben in der Regel vorgegeben waren, konnte der Muter unter Umständen mit dem Bergbeamten eine andere Größe vereinbaren. Dies war dann möglich, wenn es ohne Nachteil für den Feldnachbarn geschah.
Im kursächsischen Bergbau betrugen die Abmessungen jeweils 3,5 sächsische Lachter beiderseits des Ganges, dem sie auf einer Länge von 42 Lachtern nach seinem Streichen und Fallen folgten. Lediglich auf diesem begrenzten Teil, nicht auf dem gesamten Gang wurde dem Muter das Abbaurecht verliehen, jedoch stand es ihm zu, weitere Grubenfelder zu muten.
Im Freiberger Revier betrugen die Abmessungen 60 Lachter, im Obererzgebirge und in St. Joachimsthal 42 Lachter, in Ungarn 28 Lachter oder 4 Lehen.
Die Lebertaler Bergordnung von 1527 sah eine Länge von 5 Lehen zu je 7 Bergklaftern sowie eine seitliche Ausdehnung von je 7 Bergklaftern ins Hangende und Liegende vor.
Diese sich oberhalb und unterhalb der Fundgrube auf dem Erzgang anschließenden Grubenfelder wurden meist als Maaßen bezeichnet, ihre Fläche war geringer als die der Fundgruben. Machte der Fundgrübner von seinem Vorrecht auf die Maaßen nicht Gebrauch, konnten diese anderweitig verliehen werden.
Eine besondere Form der Grubenfelder stellen gevierte Fundgruben dar, deren Felder durch Vierung der Lagerstätte festgelegt wurden. Sie fand im Eisenerz- und Zinnbergbau Anwendung, wenn Abbaurechte an Erzen stockförmiger Lagerstätten verliehen wurden. Auch beim Grubenfeld der Königskrone-Fundgrube um den Schneckenstein handelte es sich um eine Vierung.
In Sachsen wurde mit dem Inkrafttreten des Gesetzes über den Regalbergbau von 1851 eine neue Rechtsgrundlage für Grubenfelder geschaffen, die die bis dahin üblichen Fundgruben und Maßen ablöste und durch eine Festsetzung nach Maßeinheiten (Grubenfeldmaßen) die Herstellung größerer Grubenfelder schuf. Für bereits verliehene Berggebäude erfolgte die markscheiderische Neuaufnahme des Grubenfeldes. Die traditionelle Bezeichnung Fundgrube blieb als Teil vieler Grubennamen erhalten.

## Beispiele
- Fundgrube Türk